# Sam Adkins
Samuel Adam Adkins (Van Nuys, 21 maggio 1955) è un ex giocatore di football americano statunitense che ha giocato nel ruolo di quarterback nella National Football League (NFL). Fu scelto nel corso del decimo giro (254º assoluto) del Draft NFL 1977 dai Seattle Seahawks. Al college giocò a football alla Wichita State University.

## Carriera professionistica
Adkins fu scelto nel corso del decimo giro del Draft 1977 dai Seattle Seahawks. Rimase con la franchigia per tutta la carriera fino 1983 ed è l'unico membro della storia dei Seahawks ad avere il indossato il numero 12, in seguito ritirato in onore dei tifosi, il cosiddetto "dodicesimo uomo".
Dopo il suo ritiro rimase nell'area di Seattle svolgendo il commento tecnico radiofonico nelle gare di football della University of Washington e soprattutto come presentatore e corrispondente nelle trasmissioni dopo-gara dei Seahawks.

## Statistiche
| Partite totali | 11   |
| Yard passate   | 232  |
| Touchdown      | 2    |
| Intercetti     | 4    |
| Passer rating  | 40,7 |